# Chapelle Notre-Dame-de-Lhommal (Bras)
 (mai 2021).
Si vous disposez d'ouvrages ou d'articles de référence ou si vous connaissez des sites web de qualité traitant du thème abordé ici, merci de compléter l'article en donnant les références utiles à sa vérifiabilité et en les liant à la section « Notes et références ».
La chapelle Notre-Dame-de-Lhommal est un édifice religieux catholique sis à Bras-Haut, dans la province de Luxembourg, en Belgique. Sise, isolée, près de la source de la Lhomme, la chapelle fut construite en 1733 et est centre de pèlerinages mariaux. 

## Histoire
L’histoire (ou légende ?) de l’origine de la chapelle mariale ressemble à d’autres. À la fin du XVIIe siècle un habitant de Bras découvre une petite statue de Notre-Dame dans le creux du tronc d’un chêne se trouvant près d’une source, aujourd’hui reconnue comme étant la source de la Lhomme. Il dépose la statue dans l’église paroissiale, mais dès le lendemain Notre-Dame regagne son arbre, indiquant ainsi son souhait d’être honorée près de la source. Un modeste sanctuaire est érigé pour abriter la statue.
Une pierre armoriée placée au centre de la façade de la chapelle donne la date de 1733. La source se trouve de l’autre côté du chemin qui conduit à la chapelle. Les eaux de la source ayant réputation d’être miraculeuses (pour les maladies des yeux) des pèlerinages s’y développent. Aussi les moines de Saint-Hubert reconstruisent la chapelle en 1789.

## Description
L’édifice reste simple de dimension et est prolongé d’un sanctuaire à chevet polygonal de même largeur que la nef. Deux fenêtres ogivales sur les deux murs latéraux. Un modeste clocheton surmonte la façade armoriée du blason de l’abbaye de Saint-Hubert. Des œils-de-bœuf, à hauteur d’homme, de part et d’autre de la porte d’entrée permettaient aux malades contagieux de suivre les offices sans entrer dans la chapelle. 
À l’intérieur, dans le sanctuaire, un grand autel baroque en bois peint de style Louis XIV est surplombé d’une statue de Notre-Dame.  Rien n’indique qu’il s’agisse de la statue d’origine. Au fond de la nef se trouve un modeste jubé. Deux confessionnaux ont été réalisés en 1834 par Jean Hostin.

## Pèlerinages
La chapelle est toujours un lieu de pèlerinage marial. Chaque année, le 8 septembre, fête de la Nativité de Notre-Dame, une messe y est célébrée. L’espace extérieur de la chapelle, avec parvis, bancs, panneaux explicatifs et bassin aménagé autour de la source permet de recevoir des groupes de pèlerins.